# Reflexo pupilar
(Via Aferente: Nervo óptico, Via Eferente: Nervo oculomotor, Localização: Mesencéfalo)
O reflexo pupilar à luz ou reflexo fotomotor é um reflexo que controla o diâmetro das pupilas em resposta à intensidade (luminância) da luz que incide sobre a retina dos olhos, auxiliando, desse modo, na adaptação a vários níveis de iluminação.
Quanto maior a intensidade de luz, maior à diminuição das pupilas (miose), permitindo menor penetração de luz, enquanto menores intensidades de luz causam a ampliação das pupilas (midríase), permitindo a penetração de mais luz. Portanto, o reflexo pupilar regula a intensidade de luz que penetra os olhos.
Como apresentamos dois olhos e estes encontram-se perfeitamente conjugados tanto em movimento quanto em adaptação ao meio e atividade, observamos que quando estimulamos com a luz um olho, existe a contração da pupila no outro olho, esse reflexo denominamos reflexo, pupilar ou fotomotor, consensual.

## Reflexo direto e consensual
O estimulo luminoso na retina de um lado do olho determina a contração pupilar homolateral, ação chamada reflexo pupilar direto, mas também leva a contração da pupila contralateral, efeito esse denominado, reflexo pupilar consensual.

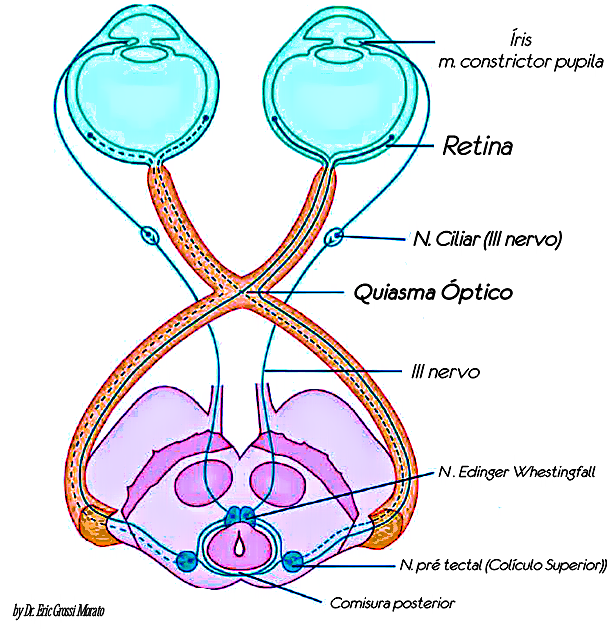
Fig 1. As estruturas e vias mais importantes no reflexo pupilar e consensual.

## Fisiologia do reflexo pupilar direto e consensual
A via do reflexo pupilar começa nas células ganglionares fotossensíveis da retina, que conduzem informações pelo nervo óptico (através da papila óptica). O nervo óptico, depois quiasma e tracto, conecta-se ao núcleo pré-tectal do mesencéfalo superior, contornando o núcleo geniculado lateral, na região conhecida como colículo superior. Esse caminho é denominado via aferente do reflexo pupilar e é comum tanto ao reflexo pupilar direto quanto ao consensual.
A partir do núcleo pré-tectal, os axônios se conectam bilateralmente aos neurônios do núcleo de Edinger-Westphal, cujos axônios se direcionam para os nervos oculomotores direito e esquerdo. Os neurônios parassimpáticos dos nervos oculomotores fazem sinapse com os neurônios do gânglio ciliar, que emite pequenos nervos ciliares para inervar o músculo circular da íris, levando, finalmente, à contração da pupila pelo estímulo luminoso. Portanto a via eferente é diferente nos dois reflexos, váriando somente porém do lado onde ocorre.